# Синодальний період в історії Почаївського монастиря
Синодальний період в історії Почаївського монастиря — період в історії Почаївського монастиря у 1831-1917 роках, коли Російською православною церквою (до якої належав монастир) керував Святійший Синод.

## Повернення до Православ'я та дарування статусу Лаври
У 1823 році православний єпископ Волині Стефан після того, як сгорів монастир в Острозі, де була єпископська семінарія, зробив представлення Святійшому Синоду про повернення Почаївського монастиря в Православ'я, але імператор Олександр I відмовив. Свобода віросповідання греко-католиків не порушувалася до 1831 року, коли вони брали участь у польському повстанні 1830–1831 років за незалежність Польщі. Під час повстання ченці прихильно поставилися до антимосковських повстанців: допомогли провіантом, кіньми, фуражем, грішми; 9 монахів-василіян, 45 монастирських підданих приєдналися до шляхетського війська. Тому, після придушення повстання, імператор Микола I 10 жовтня 1831 року розпорядився про те, щоб «Василіанський Почаївський монастир з усією церковною приналежністю, нерухомим майном і капіталами передати у відомство православного греко-російського духовенства». Було вирішено тут же, в монастирі, розмістити Волинського єпархіального архієрея з його штатом, консисторією і семінарією.

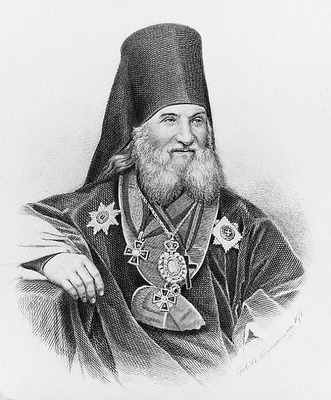
Єпископ Амвросій Морєв

В той же час Святійший Синод наказав тодішньому православному єпископу Волинському і Житомирському Амвросію (Мореву), що прийняв головний храм Почаївської обителі, одразу ж почати в ньому православне Богослужіння. Для цього потрібно було відслужили водосвятний молебень і окропили храм перед літургією, внесли на престол православний Антимінс, сам же престол, якщо він знаходився не у вівтарі, відділеному іконостасом, «до розсуду» залишили таким, як є — «з поблажливості до думки і звичок відвідувачів». Крім цього, Синод розпорядився ввести до Почаївської обителі понад архієрейського штату до 12 священослужителів ієромонахів і овдовілих священників, «які всі були б достатньо освічені та спроможні доброю своєю поведінкою подавати повчальний приклад». Були надані свідчення про те, як будуть розподілені монастирські будівлі, описи храмів з малюнками та інше. В той же час була створена спеціальна комісія з прийому Почаївської обителі від василіан, куда увійшли представники державної влади та духовенства. Комісія працювала з 10 жовтня до 25 листопада 1831 року, складаючи детальний опис монастирського майна. За цим описом можна судити про Почаївський монастир в ту епоху. Комісією були прийняті:
1. Чотири церкви: Упенський собор з Чудотворною іконою і Цельбоносною Стопою, з органом, сповідальнями та інше (в соборі в той час знаходилося 32 бокових престола, де служилися тихі обідні). Церква печерна в ім'я святої великомучениці Варвари з мощами преподобного Іова; церква тепла в ім'я Святої Троїці (не збереглася до нашого часу); церква кам'яна Різдва-Богородиці на полі, де і була здійснена коронація ікони Божої Матері. Крім того, монастиреві належали:
2. Кам'яна дзвіниця (не збереглася до нашого часу);
3. Братський корпус;
4. Церковне начиння, ризниця та богослужебні книги;
5. Бібліотека (200 томів на різних європейських мовах, в тому числі і на російській);
6. Друкарня (4 друкарських верстати);
7. Ряд будівель поза братським корпусом (кам'яний дім, що потім став архієрейськими палатами, інший кам'яний дім, де розмістилася потім Волинська православна консисторія, будинки друкарні, школи для півчих, приходської школи, сараї, амбари, кузня та інше);
8. Монастирське господарство (коні, вівці, рогата худоба, закрома із зерном, значні запаси вин і продуктів);
9. Фундушевий маєток, пожертвуваний ще Гнною Гойською;
10. Архів (що знаходився тоді в повному безладі).
10 жовтня 1831 року ректор Волинської духовної семінарії архімандрит Флавіан з іншими священослужителями звершили водосвяття та окроплення Успенського собору. Після цього були відслужені вечірня та молебень Божій Матері, а на наступний день — Божественна літургія. Цей день вважається днем формального повернення Почаївського монастиря в Православ'я після близько 110-літнього василіанського періоду. Незабаром після цього на гору Почаївську прибув перший її православний настоятель преосвященний Амвросій, єпископ Волинський і Житомирський, і з 25 жовтня в обителі почалося і архієрейське Богослужіння.

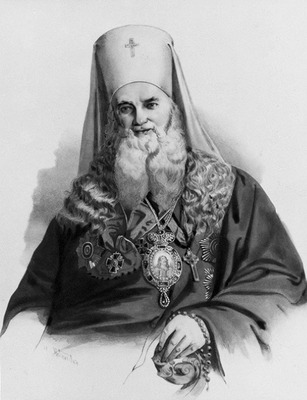
Намісник Антоній (Рафальський)

Першим ділом владики Амвросія було створення в обителі Духовного Собору, який повинен був зайнятися багатьма справами і перш за все організацією монашеського життя та прийняттям православних іноків. Синод у своєму розпорядженні єпископу Амвросію пропонував йому «просити» хороших монахів у Київського, Чернігівського та Курського єпархіальних архієреїв. Перший на гору Почаївську явився ієромонах Феодосій, посланий митрополитом Київським Євгенієм (Болховитиновим), і владика Амвросій призначив його благочинним і виконуючим обов'язки намісника. У подальшому виконуючим обов'язки намісника був призначений овдовілий Кременецький протоієрей, викладач Волинської семінарії Григорій Рафальський, пострижений в монашество під ім'ям Антонія. Пізніше Антоній Рафальський стане митрополитом Санкт-Петербургським і Новгородським.
По різному склалася доля василіан, виселених з православного монастиря. Деякі з них піддались переслідуванням за участь в Польському повстанні 1830–1831 років. Інші були звинувачені в розтраті монастирського майна і підпали під суд. Але доля більшості з них вирішувалася греко-католицькою консисторією, яка повідомляла єпископа Амвросія, хто з них куди повинен відправитися на проживання. Всім їм преосвященний Амвросій видав кошти і все необхідне на дорогу. Також, при василіанах тут працювали лісничий, пасічники, садівники, конюхи, пастухи, кухарі, ковалі, кравці та інші, що отримували, крім платні, ще так звану ординарію, тобто частину хліба зерном. За розпорядженням владики всі вони були залишені на своїх місцях при тому ж утриманні, яке отримували раніше. Тим же з них, які вже не могли працювати за віком, були від монастиря назначені пожиттєві пенсії. Багато з цих службовців перейшли потім в Православ'я.
При короткому правлінні владики Амвросія був встановлений і певний богослужебний чин, що діє в Лаврі в основному і донині. В поміч півчим був надісланий із Петербурга придворний протодіакон Павло Дашковський з псаломщиком, який, пробувши в монастирі деякий час, ввів в монастирі по церковному читанню, співу та взагалі богослужінню порядок Олександро-Невської лаври.
Владика Амвросій тільки почав займатися великою та клопіткою справою по благоустрою обителі, як був переведений в Нижньогородську єпархію, а на його місце в 1832 році був поставлений єпископом Волинським Інокентій (Сельнокринов), колишній єпископ Курський. Разом з єпископською кафедрою він, за прикладом свого попередника, повинен був прийняти в управління і обитель Почаївську. 1832 року владика Інокентій звернувся до волинського губернатора з проханням виділити архітектора для керівництва реконструкцією та реставраційними роботами. Проте відповідь була негативною . Через це, спочатку представницького архітектора замінив Франчішек Мехович (тогочасний викладач механіки Кременецького ліцею, а згодом досить відомий архітектор). За його участі в 1832 році навколо братського корпусу було розібрано всі господарські будівлі, які захаращували прилеглу територію, реконструйовано старий бровар біля ставу, стайню і каретну, споруджено кузню. Проте якогось загального плану робіт у монастирі на той час не існувало .
Через півтора року після свого вступу на посаду єпископ Інокентій став іменуватися священноархімандритом Почаївської Лаври. Бо, після звіту Синоду, був виданий 13 жовтня 1833 року наступний царський наказ, що присвоював монастирю статус лаври:
1. Почаївську Успенську обитель за багаточисельність прочан, що стікаються до неї, за пишність її церков, обсяг і величність будівель перетворити в православний монастир 1-класу, присвоївши їй назву Лаври.
2. Священноархімандриту цієї новоствореної Лаври бути завжди Волинським архієреєм, маючи для допомоги по управлінню монастирем особливого, благонадійного та достойного архімандрита з найменуванням намісника.
3. Зверх єпископського штату для беззупинного та пристойного звершення богослужіння призначити 12 ієромонахів, 4 ієродіакона з потрібним числом службових монахів і призначити монастирських служителів.
Тепер лавра мала стати форпостом відродження Православ'я на Волині. А це, у свою чергу, позитивно вплинуло на позицію щодо монастиря офіційної влади на губернському і загальнодержавному рівнях.
Також, слід зазначити про зцілення від нетлінних мощей святого Іова Почаївського 3 червня 1833 року дівчини-селянки Матрони Шлюгової з Оренбурзької губарнії, котра 3 роки страждала від болів і припадків. У Києві вона побачила сон, де сідий старець і жінка у білому одязі сказали йти у Почаївську лавру. У монастирі Матрона декілька разів була на водосвятних молебнах біля мощей святого Іова, після чого була зцілена.

## Почаївська лавра в середині XIX століття

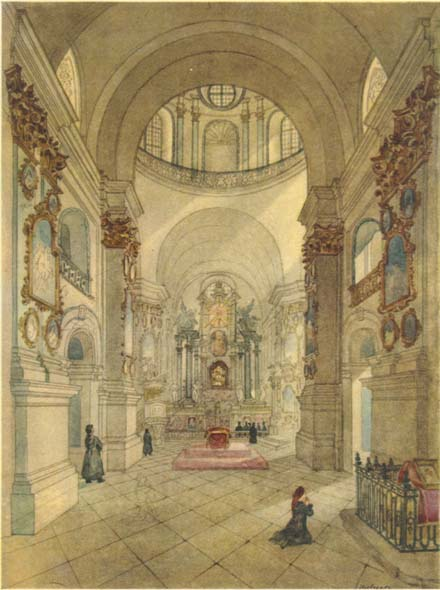
Тарас Шевченко. Інтер'єр Собору Почаївської Лаври, 1846

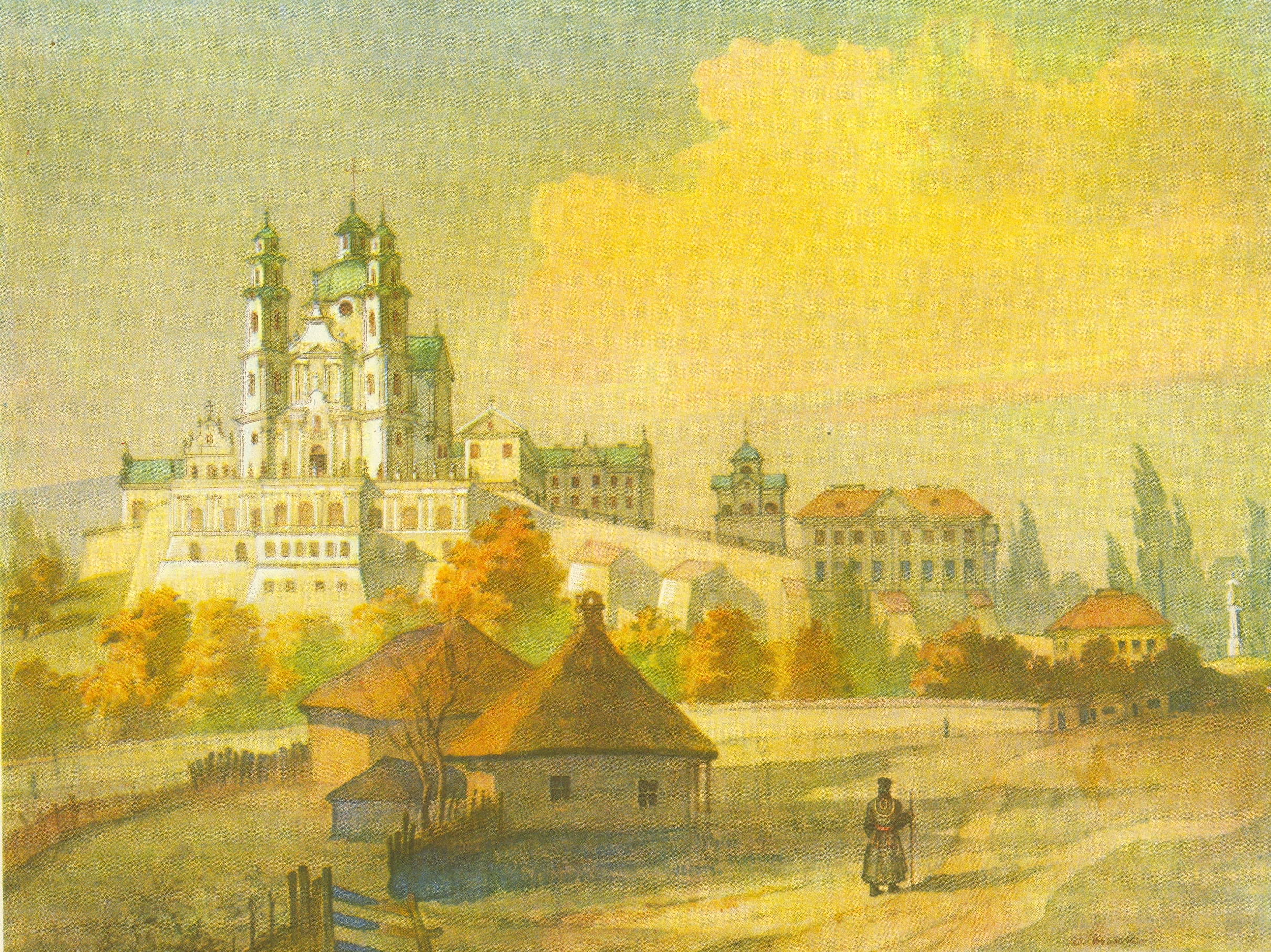
Т. Шевченко «Почаївська лавра»

Після того, як Почаївська обитель була повернена до Православ'я, а потім отримала право офіційно називатися Лаврою, священноархімандритом якої стає єпископ Волинський і Житомирський, в її історії починається так званий «архієрейським» період, бо всі події, що відбувалися в той час в монастирі, були в тій чи іншій мірі зв'язані з діяльністю Волинських єпископів. Ввірена їх піклуванню Лавра стала на перший час постійним їхнім домом, одним з головних місць докладання їхніх сил і праць.

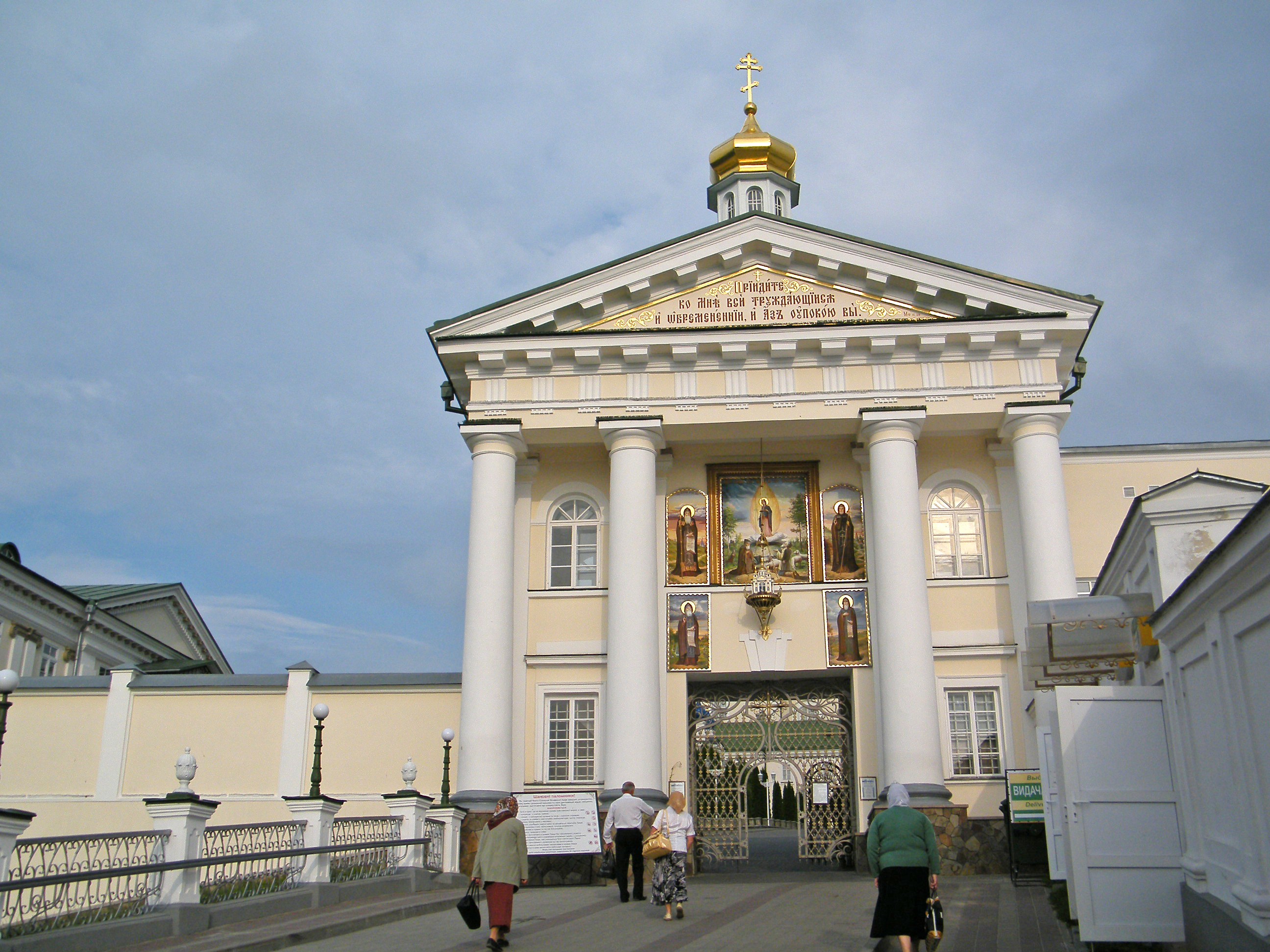
Надбрамний корпус (Святі ворота)

Перший з них — преосвященний Інокентій (Сельнокринов) зумів дати обителі духовне керівництво та виявився найкращим її будівничим і організатором у найрізноманітніших відношеннях. Він привів у повний порядок все матеріальне і фінансове господарство лаври, яке після відходу василіан знаходилося в сильно занедбаному стані. Завдяки новому притоку прочан єпископ Інокентій зумів поповнити Лаврську ризницю, прикрасити храми новими іконами, перебудувати галерею біля Успенського собору, покрити дахи залізом, побудувати кам'яну стіну навколо монастиря (при василіанах був простий дерев'яний тин), збудувати у 1835 році Святі ворота (Надбрамний корпус). Також, при єпископі Інокентії, у 1833 році для загального почитання урочисто знову були відкриті мощі преподобного Іова.
Восени 1833 року із Петербурга у монастир прибув архітектор Михайловський із дорученням постійно перебувати при лаврі й самому вести всі першочергові будівельні справи. Однією з перших справ було спорудження довкола монастиря міцної огорожі - цегляного муру. Будівництво муру з каменю та цегли розпочалося у вересні 1833 року і завершилося в 1836 році. Довжина муру становила 207 м, фундамент муру піднімався на 71 cм.
Одразу ж після прибуття у монастир, владика Інокентій встановив щонедільне читання по суботам соборного акафіста перед чудотворною іконою Божої Матері «на пам'ять повернення Почаївської обителі в лоно Православ'я». В той час його читав сам єпископ як священноархімандрит Лаври, потім його стали читати намісники у співслужінні іноків і звичайно при великому скупченні народу.
При єпископі Інокентії Лавра швидко набула вигляду споконвічної православної обителі. Шестиконечні хрести на куполах Успенського собору були замінені восьмиконечними, були придбані два срібних хреста, два напрестольних Євангелія, на пожертви багатих благодійників зроблені ікона святого равноапостольного великого князя Володимира і срібна рака з мощами преподобного Іова, куплені священні сосуди для служіння літургії, облаштовані іконостаси в теплій Печерній церкві та інше. В усіх цих справах, як і в будівельних роботах преосвященний брав безпосередню участь, діючи пліч о пліч з намісником Лаври Антонієм (Рафальським) і економом Миколаєм Немоловським, який пізніше сам прийняв монашество під ім’ям Григорій і став наступником Антонія у званні намісника. На Волині про єпископа Інокентія залишилася пам'ять як про «пастиря кроткого і радетельного».

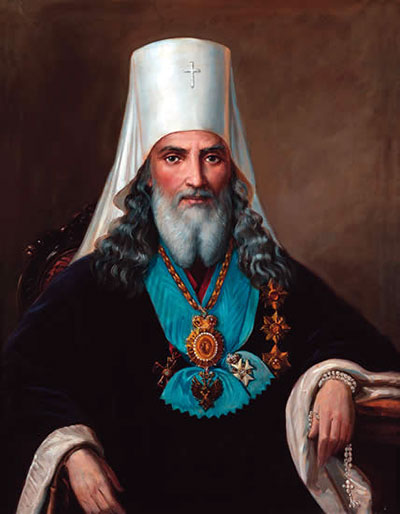
Архієпископ Никанор (Клементьєвський)

У січні 1840 року на місце Інокентія був переведений з Мінська преосвященний архієпископ Никанор (Клементьєвський). У 1841 році він розпорядився про призначення особливого «трунного ієромонаха» до мощей преподобного Іова (нині він називається «блюститель мощей»), а також завів «Книгу для запису чудес і знамень», які відбувалися від трьох лаврських святинь. 11 чудес було засвідчено і записано ризничим Лаври ієромонахом Анатолієм з 1831 по 1841 роки. Особливу увагу архієпископ Никанор приділяв духовному благочинню монастирських насельників, відвідування ними Богослужінь, виконання покладених на них обов'язків та інше. 14 вересня 1842 року мощі преподобного Іова були перекладені у нову раку в печерній церкві.
В 1841 році єпархіальне управління на Волині було переведене з Почаєва до губернського міста Житомир. Разом з консисторією повинен був відправитися в Житомир і преосвященний Никанор, якому довелося залишити Лавру. Сюди приєдналася ще одна обставина. Колишній намісник Лаври Антоній (Рафальський) був возведений в звання єпископа Варшавського, вікарія Волинського, пізніше затверджений на посаді самостійного архієпископа Варшавського і Новогеоргієвського, а після цього, в 1843 році возведений в ступінь митрополита Санкт-Петербургського і Новгородського. В тому ж році Варшавська єпархія була з'єднана з єпархією Волинською, і преосвященний Никанор був зроблений архієпископом Варшавським і Новогеоргієвським, священноархімандритом Почаївської Лаври і керуючим Волинською єпархією. Тим самим коло діяльності архієпископа був значно разширений, і Почаїв з цього моменту став лише літньою резиденцією Варшавського архієрея.
Такий порядок продовжувався до переводу на Київську кафедру наступника Никанора, преосвященного Арсенія, який був останнім архієпископом Варшавським, управляючим Волинською єпархією. Потім більше півстоліття подальші архієреї були вже самостійними архієпископами Волинськими і Житомирськими і священноархімандритами Почаївської Лаври. З тим, у 1841 році, коли Варшавське вікаріатство було перейменовано в самостійну Варшавську єпархію, на Волині виникло особливе місцеве вікаріатство. Новий вікарій іменувався єпископом Острожським. Таким єпископом став преосвященний Анатолій (Мартиновський), якому на час відсутності архієпископа доручалося і управління Почаївською Лаврою, яку він постійно відвідував. В 1844 році він був переведений на самостійну Могилівську кафедру, новий же єпископ Острожський, колишній архімандрит Дерманського монастиря Ієрофей (Лобачевський), залишився намісником своєї обителі і з возведенням в сан єпископа. З цього моменту в Лаврі припиняється постійне архієрейське Богослужіння (за винятком літніх місяців, які волинські архієреї проводили, как правило у монастирі); адміністративне ж управління за відсутності священноархімандрита знаходилося у віданні Духовного Собору, очолюваного намісником.
В 1848 році преосвященний Никанор, призначений митрополитом Санкт-Петербургським і Новгородським, виїжджаючи з Лаври, залишив Лаврській ризниці коштовні пожертви, в тому числі, повне архієрейське одіяння з золотої парчі із зеленими розводами, напрестольне Євангеліє, напрестольний хрест і кадильницю. Такого роду приношення Лаврі стануть потім свого роду традицією серед Волинських архієреїв, що переходили на інші кафедри.

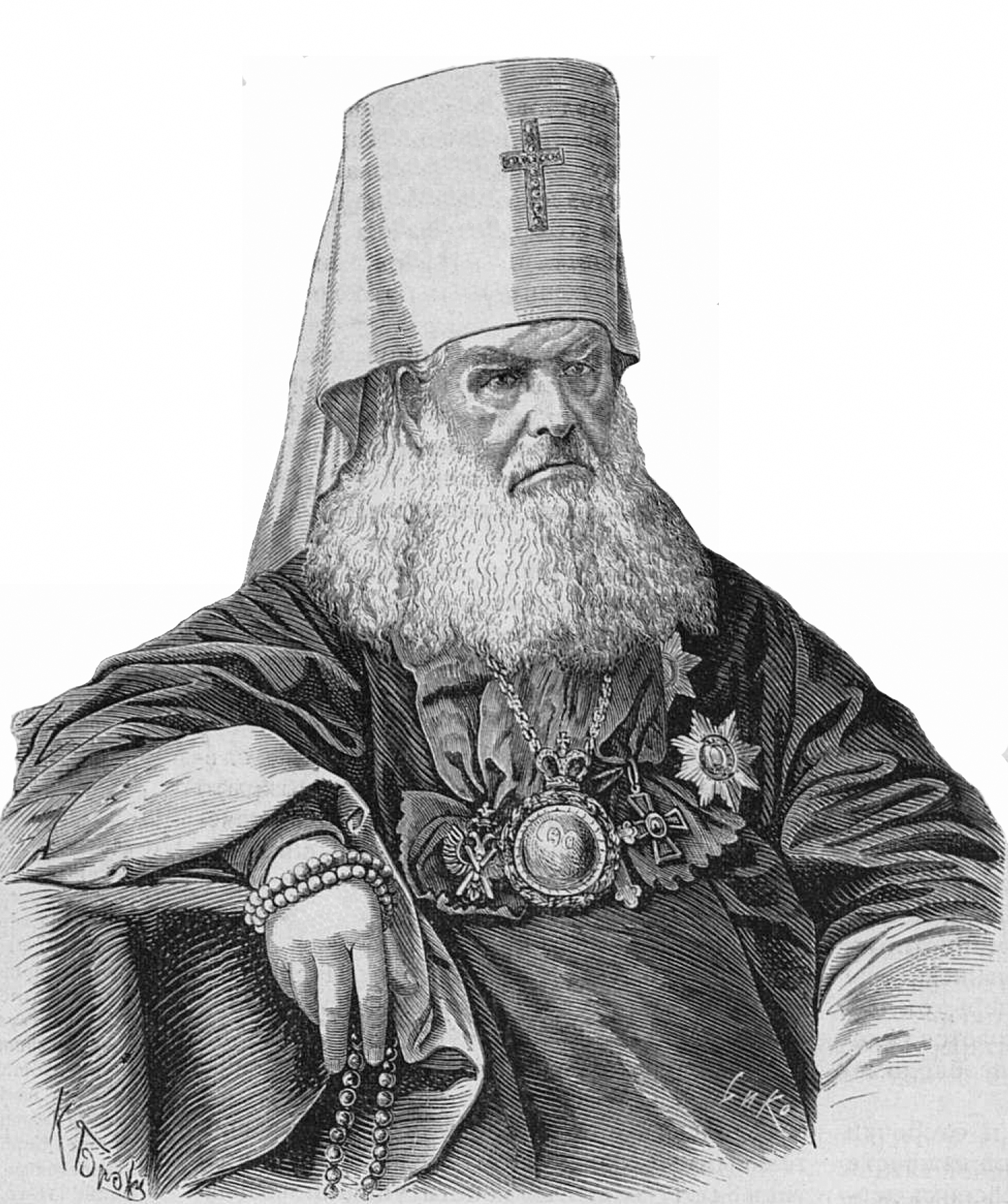
Архієпископ Арсеній (Москвін)

На місце преосвященного Никанора архієпископом Варшавським і Новогеоргієвським, керуючим Волинською єпархією і священно-архімандритом Почаївської Лаври був у 1848 році призначений архієпископ Кам'янець-Подільський Арсеній (Москвін). З його іменем в історії Лаври зв'язаний ряд багатих пожертв, що прикрасили обитель; так, в 1850 році графиня Анна Орлова-Чесменська прислала незвичайний срібний кіот для Чудотворної ікони (який, на жаль, був дуже пошкоджений пожежею 1869 року); в 1851 році були зроблені срібні ризи для старого іконостасу, потім рака-ковчег для частинок святих мощей, придбано багато речей для ризниці та інше. Також за дванадцять років управління Лаврою преосвященним Арсенієм були влаштовані тут церкви преподобного Іова і преподобних Антонія і Феодосія Печерських, відремонтована галерея при Успенському соборі, створене кладовище для Почаївської братії при церкві Різдва-Богородиці та багато іншого. Особливу турботу преосвященний Арсеній проявив до лаврської друкарні, в якій при ньому з’явилися нові удосконалені станки, відлила 300 пудів літер, придбала найкращі палітурні пристосування та інше. Тут друкувалися Тріоді, навчальні Псалтирі, акафістники та інші богослужбові книги. При архієпископі Арсенії вийшов і перший «Опис Лаври», зіставлений під його керівництвом. Загалом, у середині ХІХ століття монастирська бібліотека налічувала близько 6 тис. томів. Але, більше всього пам'ять про владику Арсенія на горі Почаївскій буде пов'язана зі складеними ним двома молитвами: одною, що читається перед мощами преподобного Іова, та іншою, яка завершує читання акафіста перед чудотворним образом Почаївської Божої Матері.

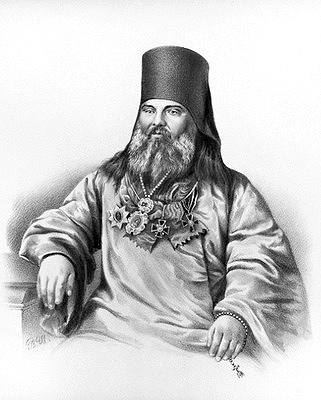
Архієпископ Антоній Павлинський

В 1860 році Архієпископ Арсеній був переведений на кафедру митрополита Київського і Галицького, а на його місце невдовзі був призначений єпископ Нижньогородский Антоній (Павлинський). Його служіння почалося встановленням і освяченням в Успенському соборі так званого «царського іконостасу» (пожертвуваного імператором Олександром II на пам'ять відвідування ним Почаївської Лаври в 1859 році). Тут же, над Царськими воротами була розміщена Чудотворна ікона Почаївської Божої Матері з донині діючим пристроєм, яке дозволяє опускати її для того, щоб прочани могли підійти і приложитися до неї. Як і його попередники, преосвященний Антоній цілком присвятив себе інтересам і благоустрою обителі. Після відокремлення Варшавської архієпископії він вже не був Варшавським єпископом і міг приділяти більше часу своїй Волинській єпархії та справам Лаври. Ним була влаштована і в 1862 році освячена тепла церква в ім'я Святої Троїці, що знаходилася в східному крилі братського корпусу, там, де раніше знаходилася лаврська друкарня. Нині ця церква носить і'мя Похвали Пресвятій Богородиці або, як називають її скорочено, Похвальною.

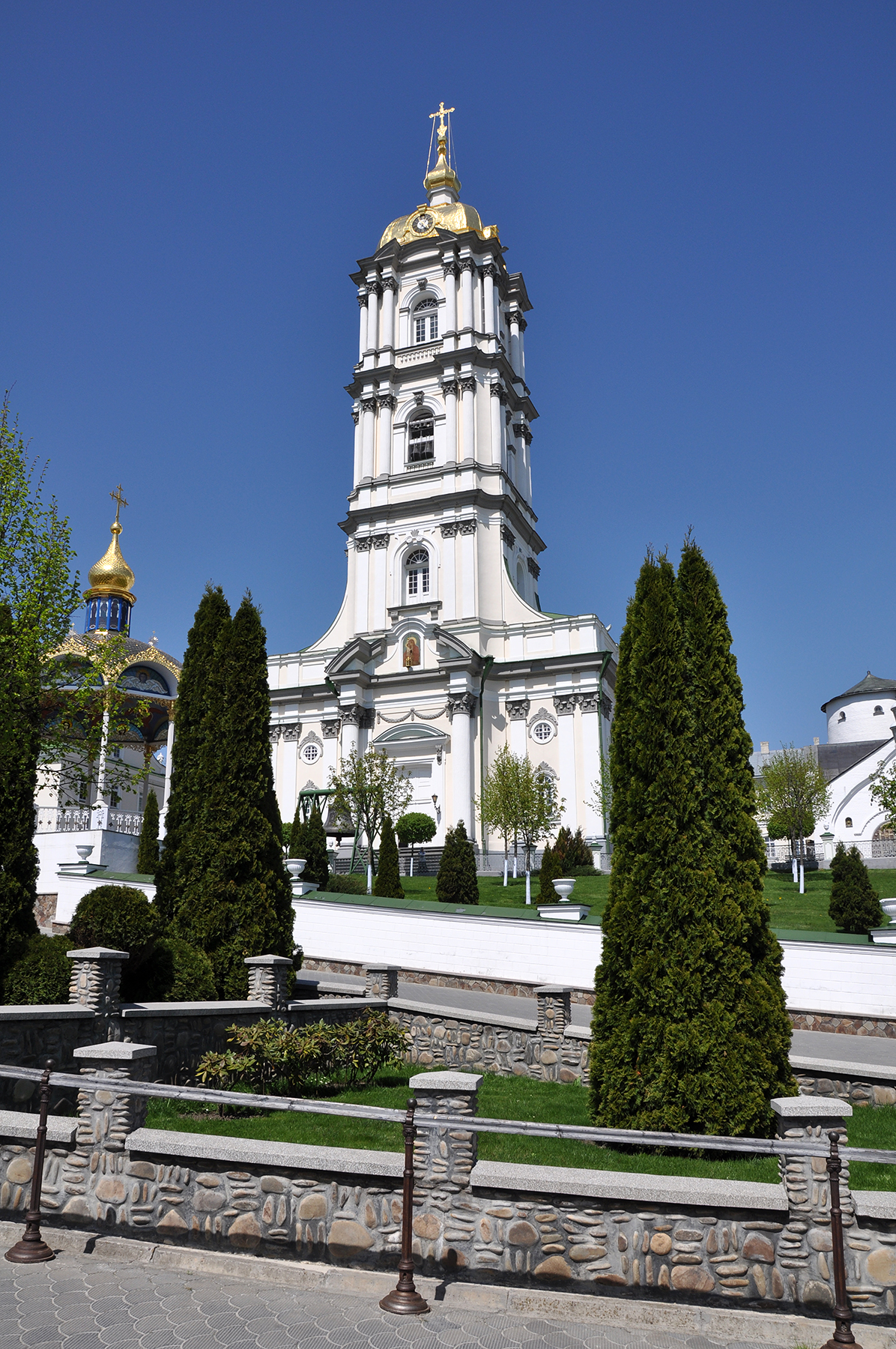
Дзвіниця

23 червня 1861 року архієпископ Антоній, відслужив літургію в Печерній церкві, вийшов з хресним ходом на лаврський двір і після водосвяття та інших молитов положив перший камінь в основу нової лаврської дзвіниці. Її будівництво продовжувалося 10 років і було завершене у 1871 році вже при архієпископі Агафангелі. На тому місці, де зараз знаходиться ця дзвіниця, до того стояла убога дзвіничка, побудована ще при василіанах в 1771 році. Дзвіниця була побудована під наглядом і керівництвом Волинського єпархіального архітектора Раструханова. Архітектор навмисно спроектував її так, щоб вона гармонізувала з головним Успенським собором.

## Лавра в кінці XIX століття
При преосвященному Агафангелі (Соловйові), архієпископі Волинському та Житомирському (1866–1876 роки), крім дзвіниці, були побудовані також народний готель, свічний завод, влаштована чудова галерея перед Успенським собором, а також був відреставрований і майже повністю відновлений зсередини сам собор, що постраждав від сильної пожежі 10 вересня 1869 року. Як говорить «Сказання про Почаївську Лавру», п'ять років владика «безперервно був зайнятий тим, щоб повернути Соборній Лаврській церкві втрачену від пожежі внутрішню красу, благоліпність, щоб при погляді на храм губилося, так би мовити, сама згадка про лихо, що його спіткало». При архієпископі Агафангелі був встановлений також особливий порядок «вічних поминань» в Лаврі, засноване «нічне читання» як «засіб для посилення молитовних подвигів братії як запобіжна міра проти святотатців», впорядковане служіння у кладовищенській церкві, що здійснюється по суботам від Пасхи до 1 жовтня для поминання почиваючої на лаврському кладовищі братії.
З іменем преосвященного Димитрія (Муратова), архієпископа Волинського і Житомирського (1876–1882 роки), крім турбот про зовнішній благоустрій Лаври (побудова нового готелю, спорудження коштовного срібного престолу в Успенському соборі майстром С. Ф. Верховцевим, влаштування чудового кіоту над Цельбоносною Стопою, оновлення лаврської галереї та церкви преподобного Іова та інше), пов'язане також введення нового свята на горі Почаївській — дня поминання святих угодників Волинських. Архієпископ Димитрій оголосив про це свято після урочистого Богослужіння, присвяченого 50-річчя ювілею приєднання Лаври до Православ'я.
При архієпископі Димитрії, а також при його наступнику Тихоні (Покровському), архієпископі Волинському і Житомирському (1882–1885 роки), з їх блогословіння в лаврській друкарні було видано декілька книг, присвячених історії та опису святинь Почаївської Лаври. Серед них праці А. Ф. Хойнацького «Путівник по горі Почаївській», «Повість історична про святу чудотворну ікону Божої Матері Почаївської», «Свята Цельбоносна Стопа Божої Матері в Почаївській Лаврі», потім «Бджола Почаївська», «Ізборник повчальних повчань і статей, складених і списаних преподобним Іовом, Ігуменом Лаври Почаївської», професора Н. І. Петрова, «Служба і акафісти в честь чудотворної ікони Божої Матері Почаївської і преподобному Іову» та інші.
Преосвященний Тихон благословив також приурочити день 13 жовтня в Почаївській Лаврі згадці пятидесятилітнього ювілею з часу включення Почаївської обителі в число російських лавр, «пам'яті святих угодників Києво-Печерської Лаври, з середи яких вийшли блаженні іноки, що заснували обитель Почаївську».

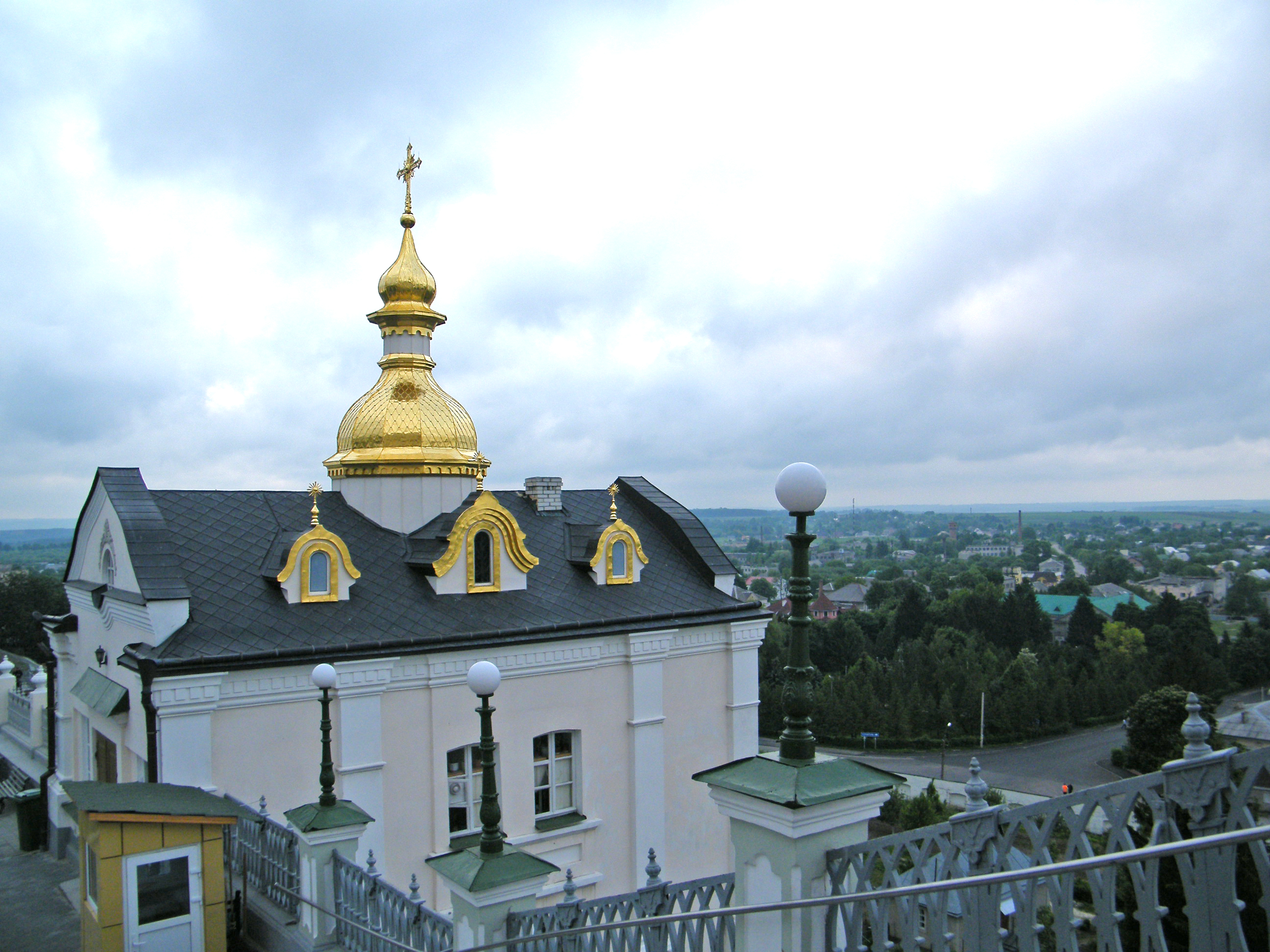
Храм на честь Великомучениці Варвари

За часів преосвященного Палладія (Ганкевича), архієпископа Волинського та Житомирського (1885–1889 років) були зображені Київські та Волинські святі на стінах Печерної церкви преподобного Іова головним іконописцем Лаври, ієромонахом Паісієм. Владика Палладій був одним із найбільш ревних і дбайливих організаторів Лаври. При ньому було реорганізовано все лаврське господарство на раціональніших засадах, встановлені дзвони на дзвіниці, влаштована трапезна церква, освячена ним в ім'я великомучениці Варвари та великої княгині Русі Ольги 11 вересня 1888 року. Храм і донині служить світлою просторою трапезною для монастирської братії.
Архієпископ Палладій прагнув зробити Почаївську Лавру справжнім просвітницьким центром для відвідуючих її прочан. Він призначив двох спеціальних проповідників-катехізаторів, які повинні були постійно проповідувати — не тільки у недільні та святкові дні, але і завжди, коли в лаврських храмах збиралася достатня кількість богомольців. Він слідкував за тим, щоб братія служила прикладом християнського життя для всіх відвідувачів Лаври, перетворив існуюче при Лаврі з 1869 року науково-ремісниче училище у двохкласну церковноприходську школу, значно доповнив монастирську бібліотеку, жертвуючи для неї власні книги. Нарешті, за його ініціативою Лавра зуміла організувати випуск щонедільного журналу, що видавався на її власні кошти, під назвою «Почаївський листок».
«Почаївський листок» почав видаватися з 1887 року з ціллю релігійно-морального повчання простому народові. Зміст його складали роз'яснення недільних і святкових читань з Євангелія та Апостола у формі бесід, слів чи повчань, роз'яснень Десяти Заповідей, Символу Віри, загальновживаних молитов, значення обрядів, смислу Таінств, призначення духовного життя, тобто найосновніших речей, з яких складається Православна віра. У журналі друкувалися історичні оповіді про місцевих Волинських святих, про місцевих чудотворних іконах, про саму Почаївську Лавру; тут вміщалися бесіди і про місцеві забобони та звичаї, далекі від Православної Церкви, давалися виписки з «Житій святих» і «Святоотцівських творів», повідомлялися відомості з історії Церкви та інше.
Владика Палладію, вже не в сані правлячого архієрея і священноархімандрита Почаївської Лаври, а як простий єпископ на покої, провів останні роки свого життя в Лаврі та почив тут. Тут же він і похований в усипальниці, що знаходиться в Успенському соборі зліва, біля західної стіни (це єдиний випадок поховання православного архієрея у стінах Почаївського монастиря).

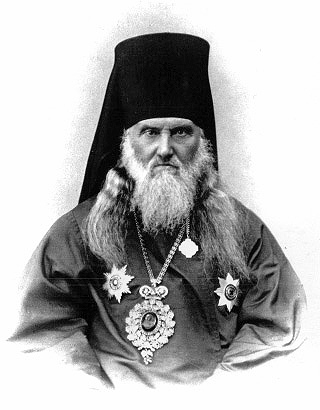
Архієпископ Модест (Стрільбицький)

Наступним священноархімандритом Лаври став преосвященний Модест (Стрільбицький), архієпископ Волинський і Житомирський (1889–1902 роки). Він звертав особливу увагу на духовне життя Лаври, наполягаючи перш за все на твердому виконанні ченцями щоденного келійного правила. «Без келійного правила, — писав владика, — монах впадає в розслаблення і забуття чернечих обітниць… Для усунення цього необхідно, щоб обрані духівники Лаври, досвідчені в духовному житті, частіше проводили бесіди з братією про рухи помислів розуму і про серцеві побажання і навчили б їх розрізняти добре від злого і подавали б поради, як уникнути спокус… Ієродиякони та ієромонахи повинні якнайчастіше сповідуватися у духовників, хоч би щомісячно, і завжди, коли зазрить совість або мають на кого гнів, чи піддаються спокусі від ворога. Сповідь полегшує душевний тягар і виправляє волю». Піклуючись про виправлення внутрішнього життя іноків, преосвященний Модест звертав увагу і на прояви зовнішнього благочестя. Він замовив на Афоні копію чудотворної ікони, що іменується «Герондисса», бо вважається що Почаївська Лавра, як і Афон, знаходиться під особливим покровом Пресвятої Богородиці, і після прибуття цієї ікони в Житомир урочисто переніс її до Лаври. Після літургії на свято Вознесіння Господня (30 травня 1891 року) владика Модест виголосив проповідь з нагоди свята і про стрітення святої ікони Богоматері, про її заступництво за Почаївську обитель і всю Волинь. «Герондисса» була потім поставлена у вівтарі Успенського собору, і перед нею запалили непогасиму лампаду. Вона знаходиться там і досі, і перед служінням іноки кожного разу приложуються до неї.
Між тим розширювалася релігійно-просвітницька діяльність Почаївської Лаври. В 1890 році при монастирі була відкрита церковно-учительська школа. Потім вона була переведена в Житомир, але й там утримувалася на кошти Лаври. В 1893 році два дворічних класи Почаївської церковноприходської школи були розділені на чотири однорічних. Учні, що закінчували цю школу, могли потім бути переведені в церковно-учительську школу в Житомир.
Лавра, бажаючи брати участь у збереженні пам'яток релігійної старовини, в 1893 році відкрила у себе місцеве сховище старовини. В тому ж році її іконописна майстерня брала участь у Петербурзькій виставці і отримала почесний диплом. При архієпископі Модесті був побудований кам'яний трьохповерховий дім, нова будівля для друкарні (1895-1896 роки), іконописної майстерні, церковноприходської школи і сховища старовини. На монастирській пасіці він побудував дім з обстановкою, що відповідала умовам монашеського життя, і церкву в ім'я Всіх Святих. В цьому домі з 1894 року була розміщена кіновія Лаври, де жили підстаркуваті та немічні з лаврської братії, що мали можливість провести сном останні роки в суцільній тиші і «созерцанії». В літній час сам преосвященний Модест віддавав перевагу житті на цій пасіці. Крім того, одним з обов'язків Лаври, як вважав архієпископ, було служіння прочанам, що приходили сюди здалеку, і не мали ні даху, ні їжі. При архієпископі Модесті діяв странноприїмний будинок і народний готель, бували безкоштовні обіди та пригощання і інше. Розцвіла при ньому і Почаївська друкарня. Щорічно в ній друкувалася велика кількість богослужебних і повчальних книжок, які розходилися в той час по всій Росії.
Час архієрейства преосвященного Модеста на Волині в 1892 році було відмічене ще одним ювілейним святкуванням — девятисотліттям хрещення Волині та створення на ній єпископської кафедри. Святкування це відкрилося урочистим перенесенням чудотворної ікони Божої Матері з Почаєва до Володимир-Волинського. Цей ювілей привів ще до одної події: за ініціативою владики Модеста в Житомирі було відкрито «Археологічне товариство», членами якого він запросив бути всіх священників своєї єпархії, а тим самим — і монахів Почаївської Лаври. Він перший почав збирати старовинні рукописи, книги, архіви, літописи, священні предмети, старовинні ікони, різного роду документи, вказавши тим самим на те, що священослужитель повинен завжди бути і хранителем пам'яті народної, носієм його історичної і національної самосвідомості. Після кончини преосвященного Модеста архієпископом Волинським і Житомирським став преосвященний Антоній (Храповицький) (1902–1914 роки).

## Лавра на початку XX століття

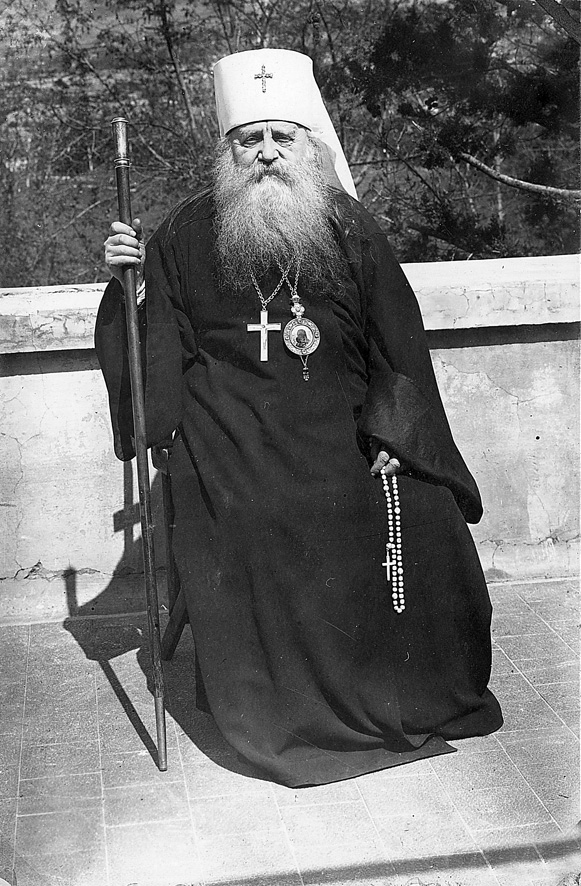
Архієпископ Антоній (Храповицький)

У 1902–1914 роках священноархімандритом лаври був архієпископ Волинський і Житомирський Антоній (Храповицький). В цей період у лаврі були урочисті Богослужіння, невичерпні потоки прочан, багаті пожертвування, три єпископські хіротонії, відвідання визначних ієрархів (Патріарха Антіохійського Григорія, митрополита Димитрія, пізніше Патріарха Сербського та інших), спорудження братської лікарні, місіонерські з'їзди у стінах Лаври, залучення до неї студентів Духовних Академій, що любили проводити тут канікули, відкриття філіалу Почаївської друкарні у Житомирі, збільшення числа самої братії та декілька випадків зцілень. Правда, в житті лаври було тоді і декілька тіньових моментів: пожвавлення політичного життя сколихнуло і монашу обитель. Деякі монахи стали активними членами «Союзу російського народу», здавалося, що «Почаївський листок» почав ставати його рупором, що потім, при майбутніх змінах влади, стане одним із головних звинувачень проти Лаври і поставить під загрозу саме її існування. Але потрібно зазначити, що владика Антоній не схвалював ніяких проявів політиканства з боку ченців.

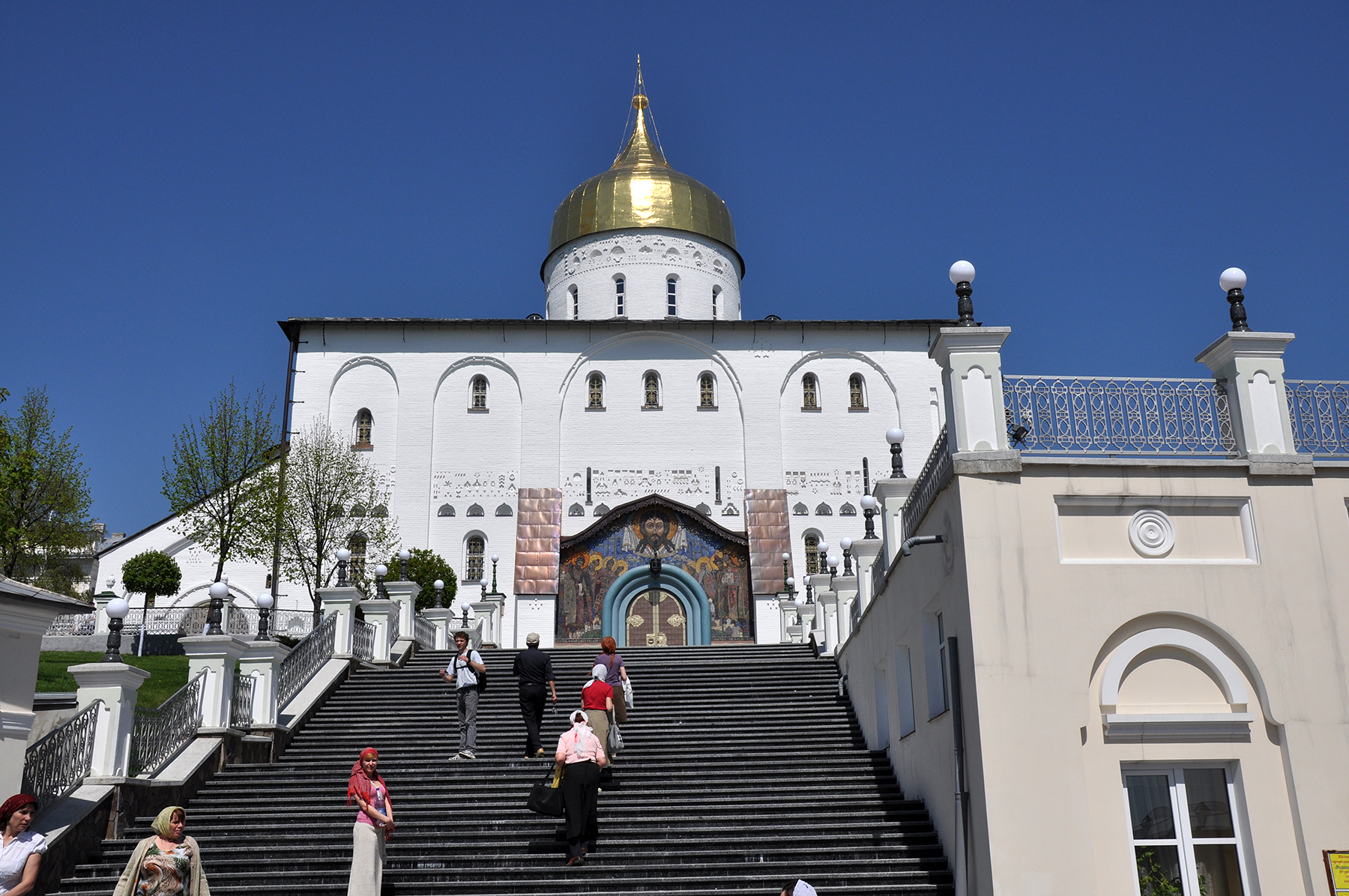
Троїцький собор Почаївської лаври

Та найвизначнішою подією в житті лаври того часу стала побудова Троїцького собору (1906–1911 роки). Собор був побудований у стилі православної старовини XV століття і являє собою точну копію (вчетверо більшу) іншого, Троїцького собору, що знаходиться в Троїце-Сергієвій Лаврі. Новий храм Почаївської Лаври був спроектований знаменитим академіком О. В. Щусевим. Собор має два іконостаси.
Також в цей час, за розповіддю священика Н.Нікітюкова, яка була поміщена в Журналі Варшавській Митрополії повідомлялося про наступний чудесний випадок у монастирі: "У Лаврській печерній церкві преподобного Іова в день його пам'яті (28 жовтня 1908 року) служив літургію преосвященний Міхей (Алексєєв, єпископ Володимир-Волинський). Богослужіння відбувалося урочисто і чинно за участю сонму священнослужителів і прекрасного співу хору. Настав час освячення Святих Дарів. Вже проспівали «Тебе поем», а владика стояв нерухомо і з виразом напруженої уваги дивився вперед, начебто бачив щось незвичайне, чого інші не бачили. Нарешті один з архімандритів, що служили з ним, наблизився до преосвященного і тихо сказав: «Владико. Дари не освячені». На це преосвященний відповів: «Святі Дари освячені. Їх освятив преподобний Іов. Він стояв тут з нами і молився. Я бачив його».
У 1914 році на вимогу австрійського уряду, стривоженого популярністю архієпископа Волинського і Житомирського Антонія (Храповицького) (що також був священноархімандритом Почаївської лаври) в Галичині, він був переведений на Харківську кафедру. На його місце був назначений інший відомий ієрарх архієпископ Євлогій (Георгієвський), що також став, як і всі його попередники, священноархімандритом Почаївської Лаври. За згадками владики Євлогія, монахів в Лаврі в той час було чоловік 200. Також він згадував: «Братія добра, скромна, не дуже дисциплінована, дещо була втягнута в політику. Намісник Лаври, підстаркуватий о. Паісій, на неї впливати, очевидно, не міг. Головну роль в Лаврі грала Почаївська друкарня і архімандрит Віталій (Максименко), що її очолював. Монахи, що обслуговували друкарню (їх було чоловік 30-40), разом зі своїм головою, представляли щось на зразок „держави в державі“. У них була своя церква, вони мали свій гуртожиток — окремий корпус… Призначення друкарні було не стільки для поширення релігійної освіти в народі, скільки політична боротьба „типографщиків“ в дусі „Союзу російського народу“ з усіма інакомислячими».
9 червня 1914 року під головуванням владики Євлогія в Почаївській Лаврі відбувся з'їзд благочинних Волинської єпархії. Основна тема з'їзду — пожвавлення у приходах діяльності приходських братств, звільнення їх від політики. Був прийнятий новий устав, за яким ці братства повинні були бути реорганізовані. Але, цим планам не судилося здійснитися, бо вже 1 серпня 1914 року Російська імперія, на території якої знаходилася Почаївська лавра, була втягнута у Першу світову війну. Оскільки лавра знаходилася неподалік від фронту, владика Євлогій розпорядився перетворити лаврську лікарню в перев'язочну для поранених солдат, а монахи взяли на себе обов'язки братів милосердя.
Але вже у другій половині 1915 року почався відступ російських військ. По дорогам йшли військові частини, підпалюючи інтендантські склади, хліб, домівки; повсюди тягнуло гаром, можна було бачити зарева багатьох пожеж. Того року весь врожай на Волині був спалений. Про цей, тривожний для монастиря, час владика Євлогій згадує: Я поїхав до Почаєва. Зібрав монахів, щоб попередити їх про біду, що наближається. Дивлюсь, лиця у них похмурі, трагічні…
- Ворог близько, отці, — звернувся я до братії. — Може бути, Почаїв перейде в його руки. Чи думаєте ви залишитися або тікати? Залишитись, звісно, — подвиг, а подвигу вимагати не можна. Якщо б залишились, ви увінчали б Лавру славою, заслуга ваша була б велика… Потім про вас будуть говорити: ось які стійкі були почаївські іноки! А я усім, хто залишиться, низько поклонюся. В окрузі велика потреба у требах, священики — люди сімейні, їм залишатися важко, а ми, монахи, нічим не зв'язані. Я не наказую, а надаю вашій совісті вирішити: залишитися або поїхати. У кого нема мужньості, хай їде — його судити не можу, не маю права.
Подумали монахи, подумали — розділилися. Чоловік 30 із них — самий цвіт Лаври — залишилися (двоє попросили дозволу прийняти велику схиму), а інші заявили: «Ми, владика, по немочі нашій вирішили піти…».
З середини червня 1915 року в Лаврі стали складати всі цінні речі. Як згадує владика Євлогій: «В одну з теплих червневих ночей… тихо підкотила карета, і із під'їзда братського корпуса була винесена Почаївська Чудотворна ікона Божої Матері. Тихий шелест ряс та зовсім беззвучні сльози, що текли по старим лицям архімандрита Паісія та ігумена Наума, та нас, небагатьох присутніх, — такі були проводи Заступниці Лаври. Тінню попливла карета за Святі Ворота… Всі пішли в церкву…». Чудотворною Почаївською іконою потім благословляли війська, що йшли на фронт. В одну із ночей тихо та без розголосу були вивезені і мощі преподобного Іова. Все вивезене було доставлене до Житомира, де і зберігалося до 1918 року: ікона — в домовій церкві архієрейського дому, святі мощі — в кафедральному соборі. Далі, як згадує владика Євлогій: «Скоро прийшло циркулярне розпорядження від військового керівництва спішно зібрати в прикордонних областях цінне церковне начиння і все церковне майно з металу і направити його всередину Росії. Постало питання: як бути з почаївськими дзвонами? Головний дзвін з пристосуваннями важив близько 900 пудів. Спустити його здавалося нездоланною трудністю. Прибули з штабу воєнні техніки, оглянули дзвони, і вирішили розрізати їх на куски за допомогою електричних приладів. Монахи повстали: «не дамо! Не дамо! Самі впораємося!» І дійсно, — впоралися. Коли братія розділилася, монахи, що залишили Почаїв, разбрелися по монастирям, а ті, хто залишився, приготувалися до захоплення ворогом. Я дуже розраховував на цих стійких іноків; вони могли обслуговувати навколишнє населення. Але вийшло навпаки. Коли австрійці заволоділи Лаврою, в монастир прибув австрійський ерцгерцог. Братія зустріла його шанобливо, ерцгерцог був коректним. На інший день з'явився наказ — виселити всіх в угорський табір для військовополонених. Мій великий почаївський приятель, 80-літній архімандрит Миколай, наказу вирішив не підкорятися. „Не міг я Лавру покинути, — розповідав він мені потім, — як вийду до двору, та як подивлюся на віконечко моєї келії, — так і заллюся сльозами… Не можу! Не можу! Ліг на ліжко — хай роблять зі мною, що хочуть, хай навіть штиками заколють — не піду!“ І не пішов. Коли хотіли його виволокти, він вчепився за ліжко — і ні з місця. Підняли крик, лайку… В цю хвилину проходив по коридору лікар, почув крики і поцікавився, у чому справа. Йому пояснили. „Залиште…“ Старого і залишили. У величезній Лаврі тільки він один і залишився. Місцеве населення затаскало його на треби, а австрійська влада була навіть вдоволена, що він усунув привід до незадоволення місцевого православного населення, позбавленого свого духовенства».
В Лаврі австрійці вирішили влаштуватися надовго. Вони провели електроенергію та водопровід. Але православним монастирем вирішили розпорядитися по-своєму, проявивши досить велику неповагу до святині. Успенський храм перетворили в католицький і стали служити в ньому меси. У трапезній церкві влаштували кіно, за розповідями очевидців, фільми дивилися в шапках, безперервно курили, приходили п'яними, а в маленькому храмі при архієрейському домі влаштували свій ресторан, прикрасивши його непристойними малюнками. А, після свого відступу залишили в храмі гори пляшок. Але, в 1916 році, під час Брусиловського наступу, Почаїв був звільнений. Австрійці залишили монастир, православне Богослужіння незабаром відновилися.

## Список священноархімандритів (Волинських єпископів) монастиря в Синодальний період
1. Амвросій (Морєв) (1831—1832 роки)
2. Інокентій (Сельнокринов) (1832—1840)
3. Никанор (Клементьєвський) (1840—1848)
4. Арсеній (Москвін) (1848—1860)
5. Антоній (Павлинський) (1860—1866)
6. Агафангел (Соловйов) (1866 — 1876)
7. Димитрій (Муратов) (1876—1882)
8. Тихон (Покровський) (1882—1885)
9. Палладій (Ганкевич) (1885—1889)
10. Модест (Стрільбицький) (1889—1902)
11. Антоній (Храповицький) (1902—1914)
12. Євлогій (Георгієвський) (1914—1920)

## Список намісників монастиря в Синодальний період
1. Антоній (Рафальський) (1832—1834 роки)
2. Григорій (Немоловський) (1834—1848)
3. Неофіт (Лелннович) (1848—1860)
4. Архімандрит Амвросій (Лотоцький) (1860—1865)
5. Архімандрит Феодосій (1865—1868)
6. Архімандрит Павло (липень 1868 — грудень 1868)
7. Архімандрит Михайло (1868—1871)
8. Архімандрит Смарагд (1871—1872)
9. Архімандрит Іоанн (Якубович) (1872—1883)
10. Архімандрит Геронтій (1883—1884)
11. Архімандрит Валентин (1884—1886)
12. Архімандрит Модест (Стрільбицький) (1886—1891)
13. Архімандрит Іриней (1891—1895)
14. Архімандрит Філарет (1895—1900)
15. Архімандрит Амвросій (Булгаков) (9 вересня 1897 — вересень 1909)
16. Архімандрит Тимолай (Єрін) (1905—1912)
17. Архімандрит Паїсій (1912—1920)